# Nitková tachymetrie
Nitková tachymetrie je historická metoda polohopisného a výškopisného mapování pomocí tzv. univerzálního teodolitu a nivelační latě. Je variantou polární metody mapování. Základní princip spočívá v tom, že nitkový kříž dalekohledu teodolitu je doplněn dvěma dalšími ryskami, které jsou konstruovány tak, aby vytínaly úhel, jehož tangens je roven hodnotě 100.

## Princip
Při vodorovné záměře teodolitu vytínají dvě doplňkové nitě nitkového kříže laťový úsek. vodorovná vzdálenost je pak rovna hodnotě:
{\displaystyle s=k\times l}
v případě, že není záměra vodorovná,
pak se vodorovná vzdálenost rovná:
{\displaystyle s=k\times l\times \exp 2\cos \epsilon }
převýšení se pak vypočte:
{\displaystyle h=k\times l\times \sin 2\times \epsilon /2}
Všechny uvedené rovnice platí pro přístroje s analaktickým dalekohledem, jehož součtová konstanta je rovna nule. 

## Výpočetní práce
Převod naměřených dat (vodorovný úhel, výškový úhel (zenitová vzdálenost), laťový úsek, atd.) do výsledných údajů (vodorovný úhel, svislý úhel, vodorovná vzdálenost, převýšení) byl poměrně pracný. Proto byly sestaveny převodní tabulky nebo specializovaná logaritmická pravítka (Cirta).
Dalším způsobem, jak zjednodušit výpočty, bylo zavedení konstrukce opticko-mechanického - diagramového dálkoměru. Princip spočívá v tom, že vzdálenost dálkoměrných nití v teodolitu není konstantní, ale mění se s výškovým úhlem záměry. Měřič tak přímo v terénu odečítá vodorovnou vzdálenost a převýšení. Mezi nejrozšířenější přístroje tohoto typu patří VEB Carl Zeiss Jena Dahlta 020. Používá upravenou nivelační lať a přístroj mohl být doplněn kreslícím stolkem pro přímé grafické zobrazení výsledků měření.
Stejného principu používají i přístroje Kern DKR, Wild RDS či MOM-GTa-D1.

## Praktické použití
Nitkovým dálkoměrem byly vybaveny všechny univerzální teodolity používané během dvacátého století. Metoda byla používána pro polohové a výškové mapování v extravilánu. Přesnost metody byla 0,3 m v poloze a 0,10 m ve výšce. V intravilánu byly používány přesnější metody (pro polohopis ortogonální metoda nebo podrobné měření pomocí dvojobrazových dálkoměrů, pro výškové mapování metoda plošné nivelace, případně polární metoda pomocí přístroje VEB Carl Zeiss Jena BRT 006.
V devadesátých letech dvacátého století byla tato metoda zcela nahrazena modernější variantou polární metody s použitím světelných dálkoměrů a totálních stanic.